# Lou Albano
Louis Vincent Albano, noto come "Captain" Lou Albano (Roma, 29 luglio 1933 – Contea di Westchester, 14 ottobre 2009), è stato un manager di wrestling e wrestler statunitense.

## Biografia

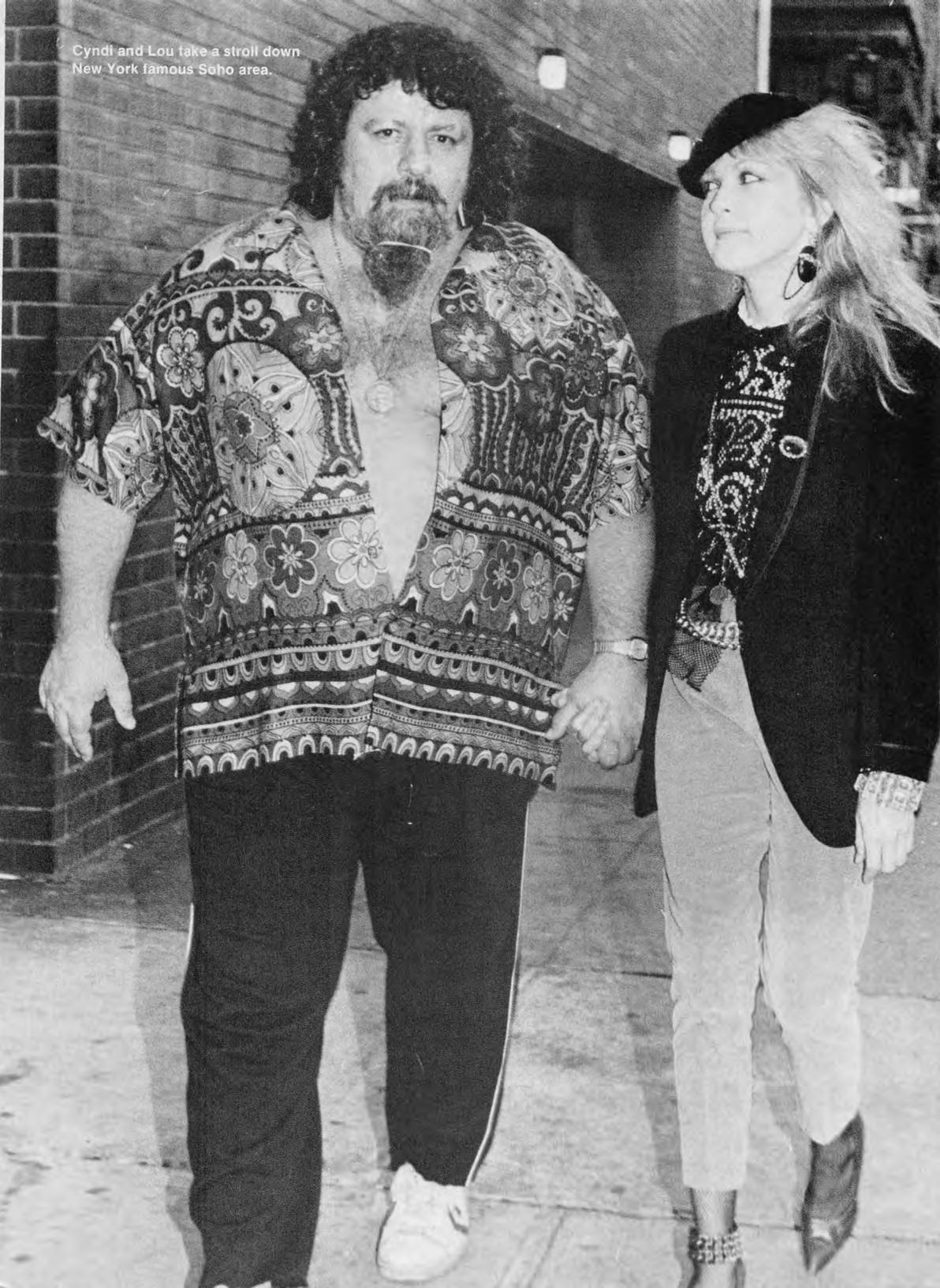
Lou ALbano e Cindy Lauper nel 1983

Lungo la sua carriera durata 42 anni, in qualità di manager Albano ha condotto ben 15 differenti tag team e quattro wrestler singoli alla conquista di varie cinture iridate. Albano era parte del "Triumvirato del Terrore", un trio di manager heel ("malvagi") della WWF che includeva anche The Grand Wizard of Wrestling e Freddie Blassie. Il trio avrebbe imperversato nella federazione per un decennio, fino alla morte di Grand Wizard nel 1983.
Lou Albano ha iniziato la sua carriera nel wrestling nel 1953 ed ha trascorso tutta la sua carriera nella WWE (allora conosciuta come WWWF). Si ritirò dal ring nel 1969, ma non dal wrestling. Dopo la fine della sua carriera da lottatore, nel 1970 è diventato manager. È stato manager di Ivan Koloff, Toru Tanaka, Greg Valentine, Jimmy Snuka, Pat Patterson, The Wild Samoans (Afa & Sika), The U.S. Express e molti altri
Showman unico, con barba lunga lasciata incolta, numerosi piercing facciali in anticipo sui tempi, ed abbigliamenti eccentrici, Albano (questa volta nelle vesti di personaggio positivo), fece anche parte negli anni ottanta della Rock 'n' Wrestling Connection. Collaborando con Cyndi Lauper, Albano aiutò a diffondere il wrestling a livello internazionale oltre la nicchia di settore sdoganandolo al grande pubblico. Capitalizzando sul proprio successo, successivamente Albano sbarcò ad Hollywood partecipando a numerosi show televisivi, film, e progetti musicali, divenendo particolarmente famoso alle nuove generazioni di fan come interprete e doppiatore di Mario in The Super Mario Bros. Super Show!.
Oltre alla carriera nel mondo del wrestling, ha recitato nel film Cadaveri e compari (1986), ha interpretato Mario nella serie televisiva Super Mario, a cui ha prestato la voce in fase di doppiaggio ed è anche apparso nei video delle canzoni Girls Just Want to Have Fun, The Goonies 'R' Good Enough e She Bop di Cyndi Lauper. Ha inoltre interpretato ruoli minori in 227, Miami Vice e nel film Frequenze pericolose. Albano muore il 14 ottobre 2009 a causa di un attacco cardiaco, a 76 anni. Viene sepolto presso il Rose Hills Memorial Park, nella Contea di Putnam, New York.

## Wrestler assistiti
- "Iron" Mike McCord
- Don Muraco
- Professor Toru Tanaka
- Nikolai Volkoff
- George Steele
- Ivan Koloff
- Bobby Duncum Sr.
- André the Giant
- B. Brian Blair
- Greg Valentine
- The Iron Sheik
- Larry Hennig
- Jimmy Snuka
- "Crazy" Luke Graham
- Tarzan Tyler
- The Wolfman
- King Curtis Iaukea
- Blackjack Mulligan
- Baron Mikel Scicluna
- Pat Patterson
- Golden Terror
- Mighty Joe Thunder
- Ray Stevens (con Freddie Blassie)
- Dick Murdoch
- Adrian Adonis
- Ken Patera
- The Fabulous Moolah
- Hulk Hogan
- Bulldog Brower
- "Iron" Mike Sharpe

## Tag team assistiti
- Mr. Fuji & Mr. Saito
- The Wild Samoans (Afa & Sika)

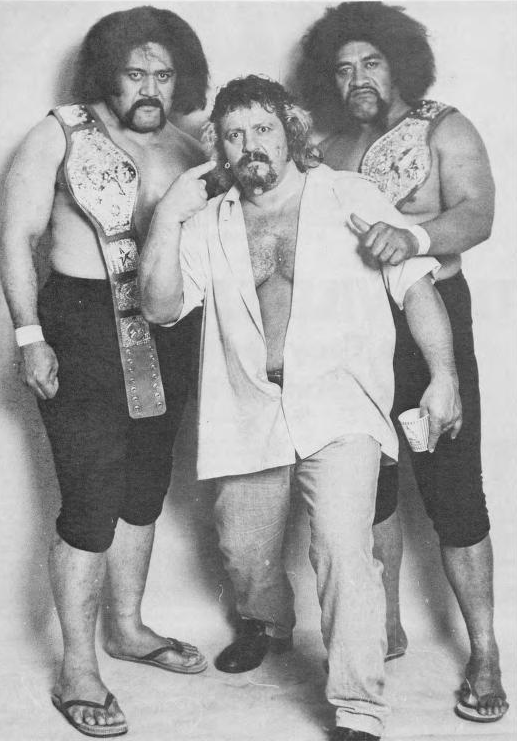
Capt. Lou Albano con i Wild Samoans

- The Executioners (Executioner 1 & Executioner 2)
- The Mongols (Bepo & Geeto)
- The Yukon Lumberjacks (Yukon Eric & Yukon Pierre)
- The British Bulldogs (Davey Boy Smith & The Dynamite Kid)
- The Headshrinkers (Samu & Fatu)
- The New Headshrinkers (Fatu & Sione)
- The Blackjacks (Blackjack Lanza & Blackjack Mulligan)
- The Valiant Brothers (Jimmy Valiant, Johnny Valiant & Jerry Valiant)
- The Machines (Super Machine, Big Machine & Giant Machine)
- The Moondogs (Moondog King, Moondog Rex & Moondog Spot)
- The U.S. Express (Mike Rotundo & Barry Windham)
- Assault and Battery ("Maniac" Jimmy Deo & "Outlaw" Maxx Crimson)

## Soprannomi
- "Captain"
- "Leaping"
- "The Guiding Light"

## Titoli e riconoscimenti
- Cauliflower Alley Club
  - Other honoree (1995)
- New England Wrestling Alliance

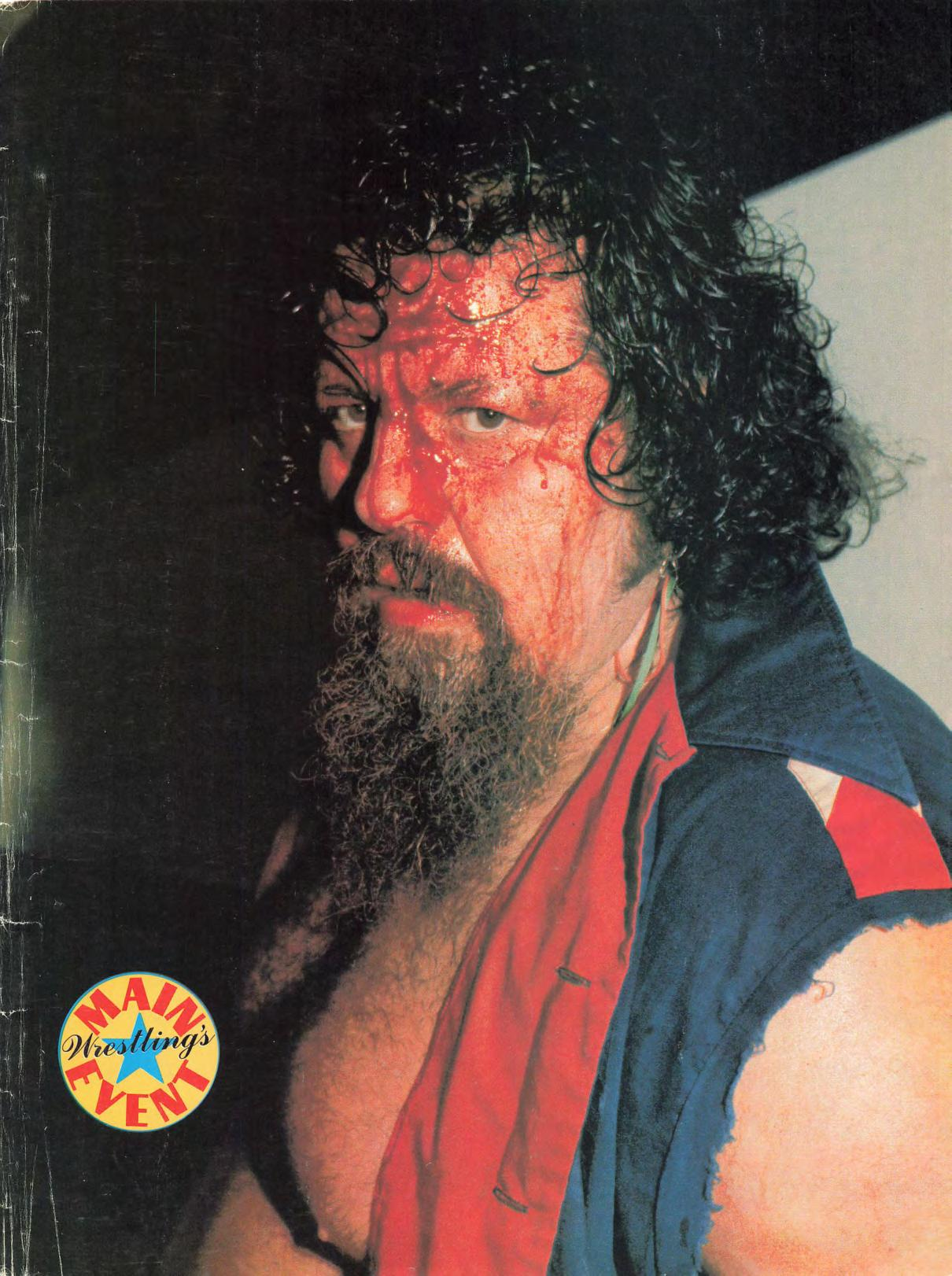
Un sanguinante Lou Albano dopo un match con Jimmy Snuka nel 1982

  - NEWA Hall of Fame (Classe del 2011)
- Pro Wrestling Illustrated
  - PWI Manager of the Year (1974, 1981, 1986)
  - PWI Stanley Weston Award (1994)
- Professional Wrestling Hall of Fame and Museum
  - Classe del 2009[5]
- World Wrestling Entertainment
  - WWF Hall of Fame (Classe del 1996)[6]
  - WWWF United States Tag Team Championship (1) – con Tony Altomare
- Wrestling Observer Newsletter awards
  - Best on Interviews (1981) con Roddy Piper
  - Worst Worked Match of the Year (1985) vs. Freddie Blassie al Nassau Veterans Memorial Coliseum
  - Wrestling Observer Newsletter Hall of Fame (Classe del 2012)[7]

## Filmografia

### Cinema
- Below the Belt, regia di Rob Fowler (1980)
- Cadaveri e compari (Wise Guys), regia di Brian De Palma (1986)
- Body Slam, regia di Hal Needham (1986)
- Complex World, regia di Jim Wolpaw (1991)
- Frequenze pericolose (Stay Tuned), regia di Peter Hyams (1992)
- The Boys Behind the Desk, regia di Sally Kirkland (2000)
- Mafioso: The Father, the Son, regia di Antonio Caldarella (2001)
- The Undertaker's Dozen, regia di Joe E. Goodavage (2003)
- Hot Ice (Hot Ice, No-one Is Safe), regia di John Bianco (2010)

### Televisione
- Jackie Gleason: American Scene Magazine - 1 episodio (1963)
- 227 - 1 episodio (1986)
- I campioni del wrestling (Hulk Hogan's Rock 'n' Wrestling) - 1 episodio (1986)
- Miami Vice - 1 episodio (1987)
- Super Mario (The Super Mario Bros. Super Show!) - 65 episodi (1989)
- Hey Dude - 1 episodio (1990)
- Ghostwriter - 1 episodio (1992)

### Video musicali
- Girls Just Want to Have Fun (1983)
- Time After Time (1984)
- She Bop (1984)
- The Goonies 'R' Good Enough (1985)